# Antiguraleus infandus
Antiguraleus infandus is een slakkensoort uit de familie van de Mangeliidae. De wetenschappelijke naam van de soort is voor het eerst geldig gepubliceerd in 1906 door Webster.